# Torneo Súper 8 2014
El Torneo Súper 8 del 2014 fue la décima edición del mismo desde su creación en el 2005. Se disputó por primera vez bajo un nuevo formato, donde no todos los partidos fueron en días consecutivos. Comenzó el 10 de diciembre con los cuartos de final, los cuales se extendieron hasta el 13 del mismo mes, tres días más tarde, el 17 y el 18 fueron las semifinales, mientras que la final fue el 20 de diciembre. Los partidos correspondientes a "cuartos de final" se disputaron en estadios distintos, mientras que las semifinales y la final se disputaron en una sede neutral.
El ganador de la competencia tiene un cupo para la Liga Sudamericana de Clubes 2015 siempre en cuanto no logre clasificarse mediante la Liga Nacional a otra competencia.
Tras disputarse las semifinales, llegaron a la final los dos mejores equipos de la fase regular, Quimsa por la "Conferencia Norte" y Obras Sanitarias por la "Conferencia Sur". Fue finalmente el elenco local, "la fusión" se hizo con su primer título.

## Modo de disputa y sede
El torneo se disputa en tres partes, los cuartos de final, las semifinales y la final. Todas las series son a eliminación directa y único partido. Los equipos se enfrentan de manera tal que en semifinales queden dos por conferencia. Son locales los equipos ubicados en las dos primeras posiciones de cada conferencia, siendo este uno de los principales cambios en el torneo, que ya no se disputa en una única sede.
Las sedes de semifinales y de la final las determina la Mesa Ejecutiva de la Asociación de Clubes. El campeón accede a la siguiente edición de la Liga Sudamericana de Clubes.
A principios de noviembre se dio a conocer la posibilidad de que San Luis sea sede del torneo en las semifinales y la final, es decir, en el "cuadrangular final". Esa posibilidad se dio de baja rápidamente puesto que la provincia solicitó realizarlo en otro mes, en febrero, y la Asociación de Clubes desestimó el pedido y surgió la idea de realizarlo en la Ciudad de Buenos Aires.
Finalmente, la sede fue dada a conocer el 20 del mismo mes. El Estadio Ciudad de Santiago del Estero fue la sede de los encuentros de semifinales y la final.

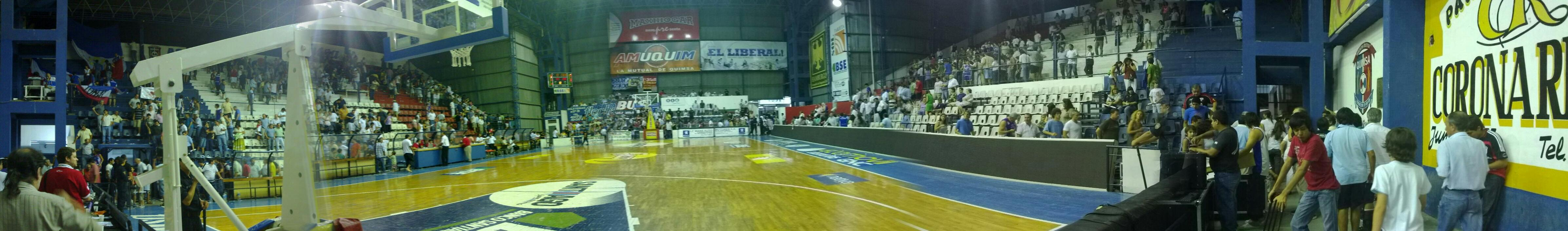
Estadio Ciudad, en Santiago del Estero, propiedad de Quimsa.

## Clasificados
Además del cambio en el formato de disputa, cambia el modo de determinar los participantes del certamen. Serán los mejores cuatro de ambas conferencias, la norte y la sur, sacando así la posibilidad de que la organización decida invitar algún equipo.
| Conferencia norte       | Conferencia sur  |
| ----------------------- | ---------------- |
| Quimsa                  | Obras Sanitarias |
| Regatas Corrientes      | Peñarol          |
| San Martín (Corrientes) | Argentino        |
| Estudiantes Concordia   | Gimnasia Indalo  |

## Desarrollo del torneo
|  | Cuartos de final      | Cuartos de final      |                    |                  | Semifinales          | Semifinales          |  |        | Final           | Final           |  |
|  | 10 al 13 de diciembre | 10 al 13 de diciembre |                    |                  | 17 y 18 de diciembre | 17 y 18 de diciembre |  |        | 20 de diciembre | 20 de diciembre |  |
|  |                       |                       |                    |                  |                      |                      |  |        |                 |                 |  |
|  |                       |                       |                    |                  |                      |                      |  |        |                 |                 |  |
|  | Quimsa                | 69                    |                    |                  |                      |                      |  |        |                 |                 |  |
|  | Quimsa                | 69                    |                    |                  |                      |                      |  |        |                 |                 |  |
|  | Estudiantes Concordia | 53                    |                    |                  |                      |                      |  |        |                 |                 |  |
|  | Estudiantes Concordia | 53                    |                    | Quimsa           | 81                   |                      |  |        |                 |                 |  |
|  |                       |                       |                    | Quimsa           | 81                   |                      |  |        |                 |                 |  |
|  |                       |                       | Peñarol            | 66               |                      |                      |  |        |                 |                 |  |
|  | Peñarol               | 99                    | Peñarol            | 66               |                      |                      |  |        |                 |                 |  |
|  | Peñarol               | 99                    |                    |                  |                      |                      |  |        |                 |                 |  |
|  | Argentino (J)         | 77                    |                    |                  |                      |                      |  |        |                 |                 |  |
|  | Argentino (J)         | 77                    |                    |                  |                      |                      |  | Quimsa | 91              |                 |  |
|  |                       |                       |                    |                  |                      |                      |  | Quimsa | 91              |                 |  |
|  |                       |                       | Obras Sanitarias   | 80               |                      |                      |  |        |                 |                 |  |
|  | Obras Sanitarias      | 68                    | Obras Sanitarias   | 80               |                      |                      |  |        |                 |                 |  |
|  | Obras Sanitarias      | 68                    |                    |                  |                      |                      |  |        |                 |                 |  |
|  | Gimnasia Indalo       | 60                    |                    |                  |                      |                      |  |        |                 |                 |  |
|  | Gimnasia Indalo       | 60                    |                    | Obras Sanitarias | 85                   |                      |  |        |                 |                 |  |
|  |                       |                       |                    | Obras Sanitarias | 85                   |                      |  |        |                 |                 |  |
|  |                       |                       | Regatas Corrientes | 82               |                      |                      |  |        |                 |                 |  |
|  | Regatas Corrientes    | 83                    | Regatas Corrientes | 82               |                      |                      |  |        |                 |                 |  |
|  | Regatas Corrientes    | 83                    |                    |                  |                      |                      |  |        |                 |                 |  |
|  | San Martín (C)        | 74                    |                    |                  |                      |                      |  |        |                 |                 |  |
|  | San Martín (C)        | 74                    |                    |                  |                      |                      |  |        |                 |                 |  |
|  |                       |                       |                    |                  |                      |                      |  |        |                 |                 |  |

### Cuartos de final
| 10 de diciembre, 21:00 | Peñarol                                                                             | 99–77                | Argentino (J)                                                     | Mar del Plata                                                                                                |  |
|                        | Parciales: 24 - 23, 25 - 13, 31 - 18, 19 - 23                                       |                      |                                                                   | |  |
|                        | Estadísticas J.R. Giddens 21 Giorgetti, J.R. Giddens y Leiva 6 Leonardo Gutiérrez 7 | Reporte Pts Reb Asts | Estadísticas 17 Franco Balbi 5 Christian Schoppler 4 Franco Balbi | Pabellón: Polideportivo Islas Malvinas Árbitros: * Fernando Sampietro * Fabricio Vito Televisión: TyC Sports |  |

| 11 de diciembre, 21:00 | Obras Sanitarias                                                | 68–60                | Gimnasia Indalo                                                                          | Buenos Aires                                                                                         |  |
|                        | Parciales: 19 - 14, 16 - 9, 5 - 18, 28 - 19                     |                      |                                                                                          | |  |
|                        | Estadísticas Selem Safar 13 Ramón Clemente 10 Bruno Fitipaldo 5 | Reporte Pts Reb Asts | Estadísticas 17 De Los Santos y Sam Clancy Jr. 20 Sam Clancy Jr. 4 Nicolás De Los Santos | Pabellón: Estadio Obras Sanitarias Árbitros: * Daniel Rodrigo * Diego Rougier Televisión: TyC Sports |  |

| 12 de diciembre, 21:00 | Quimsa                                                                     | 69–53                | Estudiantes Concordia                                                 | Santiago del Estero                                                                        |  |
|                        | Parciales: 11 - 12, 17 - 16, 16 - 13, 25 - 12                              |                      |                                                                       |                                                                                            |  |
|                        | Estadísticas Diego Damián García 14 Damián Tintorelli 9 Lucas Pérez Naim 5 | Reporte Pts Reb Asts | Estadísticas 18 Alejandro Zilli 11 Facundo Giorgi 3 Sebastián Orresta | Pabellón: Estadio Ciudad Árbitros: * Alejandro Chiti * Sergio Tarifeño Televisión: DirecTV |  |

| 13 de diciembre, 20:00 | Regatas Corrientes                                                 | 83–74                | San Martín (C)                                                                                                 | Corrientes                                                                                            |  |
|                        | Parciales: 20 - 19, 20 - 19, 17 - 19, 26 - 17                      |                      | | |  |
|                        | Estadísticas Pablo Espinoza 18 Pablo Espinoza 10 Phillip Hopson 11 | Reporte Pts Reb Asts | Estadísticas 19 Franklin De Groat 9 James Leon Williams 3 Miguel Gerlero 3 Diego Ciorciari 3 Franklin De Groat | Pabellón: Estadio José Jorge Contte Árbitros: * Pablo Estévez * Juan Fernández Televisión: TyC Sports |  |

### Semifinales
| 17 de diciembre, 21:00 | Quimsa                                                                  | 81–66                | Peñarol                                                                          | Santiago del Estero                                                                                            |  |
|                        | Parciales: 16 - 14, 17 - 6, 18 - 20, 30 - 26                            |                      |                                                                                  | |  |
|                        | Estadísticas Diego Damián García 24 Sebastián Vega 10 Nicolás Aguirre 5 | Reporte Pts Reb Asts | Estadísticas 13 J.R. Giddens 9 J.R. Giddens 2 Alejandro Konsztadt 2 Fabian Sahdi | Pabellón: Estadio Ciudad Árbitros: *Pablo Estévez *Alejandro Chiti * Fernando Sampietro Televisión: TyC Sports |  |

| 18 de diciembre, 21:00 | Obras Sanitarias                                                      | 85–82                | Regatas Corrientes                                                | Santiago del Estero                                                                                              |  |
|                        | Parciales: 14 - 24, 19 - 18, 28 - 19, 24 - 21                         |                      |                                                                   | |  |
|                        | Estadísticas Clemente y Aguiar 18 Ramón Clemente 10 Bruno Fitipaldo 6 | Reporte Pts Reb Asts | Estadísticas 25 Hakeem Rollins 8 Phillip Hopson 11 Phillip Hopson | Pabellón: Estadio Ciudad Árbitros: * Alejandro Chiti * Fernando Sampietro * Fabricio Vito Televisión: TyC Sports |  |

### Final
| 20 de diciembre, 20:00 | Quimsa                                                             | 90–81                | Obras Sanitarias | Santiago del Estero                                                                                         |  |
|                        | Parciales: 29 - 19, 24 - 19, 22 - 21, 15 - 22                      |                      | | |  |
|                        | Estadísticas Gustavo Aguirre 20 Robert Battle 10 Gustavo Aguirre 5 | Reporte Pts Reb Asts | Estadísticas 17 Bruno Fitipaldo 9 Marcos Delia 1 Bruno Fitipaldo 1 Pedro Barral 1 Marcos Delia 1 Tomás Zanzottera 1 Mauricio Aguiar | Pabellón: Estadio Ciudad Árbitros: * Alejandro Chiti * Pablo Estévez * Fabricio Vito Televisión: TyC Sports |  |

Quimsa

Campeón

Primer título